# 横車

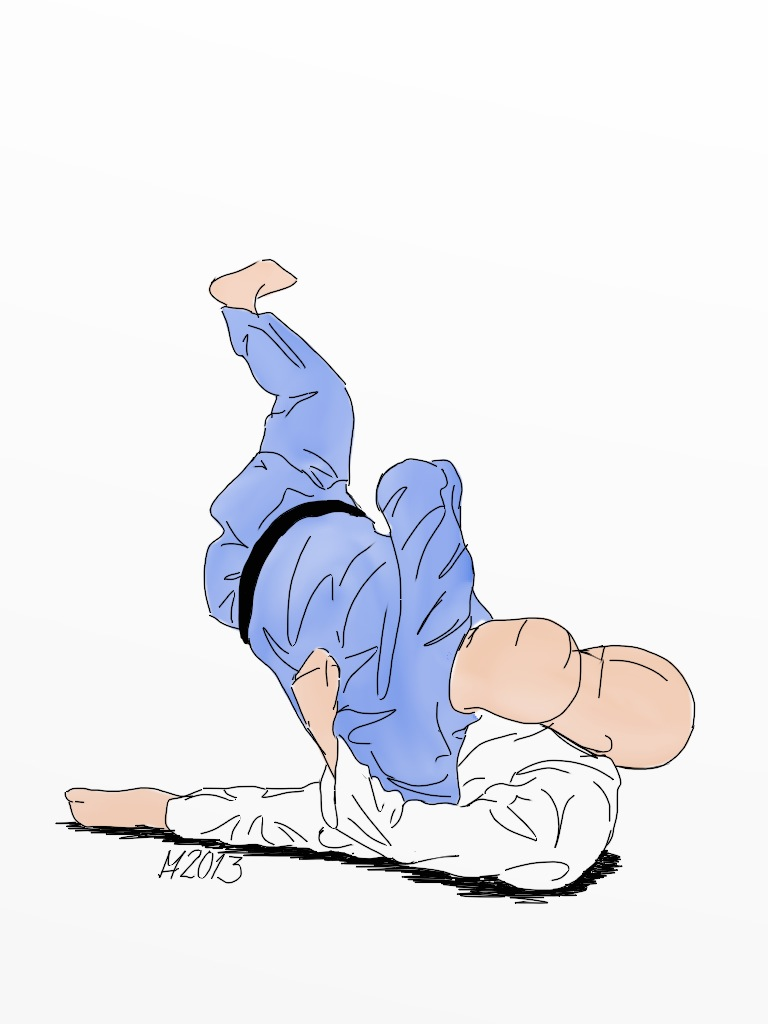
横車のイラスト

横車（よこぐるま）は、柔道の投技で横捨身技の一つ。投の形15本にも含まれている。講道館や国際柔道連盟 (IJF) での正式名。IJF略号YGU。

## 概要
背中に手を回して、帯を掴み、前に回り込み、自分の脚をかけて相手を車のように回転させて投げる技。
右組の場合
1. 技を仕掛ける側（取）は左手で相手（受）の右側方から相手の後帯を取って組み付き、相手の前に回り込む様に足を出す。
2. 左側に体を捻りつつ倒れ込み（体を捨てて）、その勢いで横から相手を前方に投げる。

返し技として仕掛けると、掛けやすい。